# Neolimonia lachesis
Neolimonia lachesis är en tvåvingeart som först beskrevs av Alexander 1942.  Neolimonia lachesis ingår i släktet Neolimonia och familjen småharkrankar. Inga underarter finns listade i Catalogue of Life.